# Квашнер, Нильс
Нильс Квашнер (нем. Nils Quaschner; род. 22 апреля 1994[…], Штральзунд) — немецкий футболист, атакующий полузащитник.

## Клубная карьера
Свою спортивную карьеру Квашнер начал в футбольной секции любительского клуба «Померания» из родного города Штральзунда. В возрасте 13-ти лет в 2007 году он был принят в молодёжную академию «Ганзы», за которую выступал в различных молодёжных первенствах. Параллельно с игрой в футбол он окончил среднюю школу имени Генриха Шютца в Ростоке. По итогам сезона 2009/10 в Бундеслиге до 19 лет Нильс вместе с командой выиграл сначала дивизион «Север/Северо-Восток», а затем 27 июня 2010 года в финальной встрече одержал победу над молодёжной командой «Байера 04», став чемпионами страны в своём возрасте.
4 апреля 2012 года состоялся дебют Квашнера на профессиональном уровне: он появился на поле на 69-й минуте в третьем туре Третьей лиги в матче против клуба «Бабельсберг 03», заменив Ондржея Сметану. В следующих 14 матчах команды Нильс решением главного тренера Марка Фашера появлялся на поле 12 раз, в том числе 7 в стартовом составе на позиции выдвинутого форварда. Во время зимнего перерыва в чемпионате Квашнер получил травму колена и выбыл до конца сезона 2012/13.
17 июля 2013 года Нильс был куплен зальцбургским «Ред Буллом» в качестве игрока ротации, однако весь свой первый сезон в Австрии Квашнер провёл в фарм-клубе «быков» «Лиферинге», в Первой австрийской лиге и в 27 матчах сумел забить 13 мячей. За основной состав «Ред Булла» Нильс дебютировал в австрийской Бундеслиге 26 июня 2014 года в гостевом матче против «Винер-Нойштадта», завершившемся со счётом 5:0 в пользу «быков». Спустя 3 дня Квашнер впервые сыграл в еврокубковой встрече 30 июля 2014 года в квалификации Лиги чемпионов против «Карабаха», в котором он появился на замене на 90-й минуте вместо Кристофа Ляйтгеба.
12 января 2015 года было объявлено о бесплатном трансфере Квашнера в «РБ Лейпциг», но этот переход был заблокирован ФИФА, поскольку с учётом «Лиферинга», имевшего профессиональный статус, это стало бы уже третьей по счёту сменой команды за один сезон для Нильса, и оставшиеся полгода он был вынужден вновь провести в Зальцбурге. 5 июня 2015 года трансфер всё же был официально оформлен — одновременно с Квашнером «РБ Лейпциг» бесплатно приобрёл из «Ред Булла» Петера Гулачи и Штефана Ильзанкера.
За сезон 2015/16 Нильс отметился низкой результативностью: в 19 сыгранных матчах он сумел забить всего один мяч, играя при этом вновь на позиции нападающего. Это послужило поводом 6 июля 2016 года отдать Квашнера в аренду в «Бохум», выступавший во второй Бундеслиге.

## Карьера в сборной
В 2010—2011 году Квашнер неоднократно вызывался в состав юношеской сборной Германии до 17 лет, в том числе он принял участие в чемпионате Европы, приняв участие в двух матчах — с
Нидерландами и Данией — и завоевав серебряные медали. Также в 2011 году Нильс был включён в заявку команды на чемпионат мира в соответствующей возрастной категории, проходившем в Мексике, где стал вместе со сборной бронзовым призёром, появившись на поле лишь однажды — в матче группового турнира против Панамы.